# Río Breggia
El Río Breggia (en italiano: Torrente Breggia ; en alemán: Fluss Breggia ) es un río europeo que pasa por Suiza e Italia. Hay manantiales alrededor del Monte Generoso y Monte d' Orimento en el Val d' Intelvi a una altitud de 1.389 metros (4.557 pies). Entra en territorio suizo entre Erbonne y Scudellate, y fluye a lo largo del Valle de Muggio hasta Chiasso / Vacallo, donde entra de nuevo territorio italiano, en Maslianico. Breggia luego desemboca en el lago de Como , cerca de Villa Erba entre Como y Cernobbio, a una altitud de 198 metros (650 pies).